# 大府市立石ヶ瀬小学校
大府市立石ヶ瀬小学校（おおぶしりついしがせしょうがっこう）は、愛知県大府市にある市立小学校。

## 沿革
- 1976年（昭和51年） - 開校[1]。
- 1996年（平成8年） - ポート・フィリップ市（オーストラリア・ビクトリア州）にあるセント・キルダ小学校と学校提携[1]。
- 2005年（平成17年） - 校舎西館が完成[1]。
- 2006年（平成18年） - 難聴学級を開設[1]。
- 2007年（平成19年） - 校舎東館が完成。校舎南館を増築[1]。

## 学校行事
- 入学式
- 離任式
- 1年生を迎える会
- セントキルダ小学校歓迎会
- 運動会
- 音楽鑑賞会
- プール開き
- 親子学級
- 市内陸上
- 卒業式
- 市内球技大会
- 修学旅行
- キャンプ
- 石ヶ瀬っ子フェスタ

## 通学区域
- 大府市[2]
  - 大府町ウド
  - 柊山町二丁目、三丁目、四丁目、五丁目、六丁目、八丁目の全域および一丁目、七丁目の一部
  - 江端町二丁目、三丁目、四丁目、五丁目、六丁目
  - 月見町三丁目、四丁目、五丁目、六丁目
  - 森岡町（まち）上荒田
  - 森岡町（ちょう）全域（九丁目の一部を除く）
  - 長草町（まち）道仙、大坂下、下ノ坪の全域および山口の一部
  - 吉田町（まち）北熊場の全部および清水城の一部
  - 半月町一丁目

## 進学先中学校
- 大府市立大府西中学校
- 大府市立大府南中学校

## 学区 / 校区内の主な施設
- 石ヶ瀬公民館
- 大府市民活動センター（コラビア）
- あいち健康の森公園

## 交通アクセス
- JR東海道本線「大府駅」から西へ1,400m。
- 知多バス「森岡八幡社」より徒歩。